# Мутная среда
Му́тная среда́ — сплошная среда, рассеяние света на оптических неоднородностях которой вызывает снижение её прозрачности. Типичными неоднородностями являются инородные твёрдые частицы, капли жидкостей, газовые пузырьки, а также изменения оптических свойств самой среды (коэффициента преломления и анизотропии). Воздух атмосферы Земли и вода её океанов могут рассматриваться как примеры мутных сред.
Рассеяние света характеризуется «показателями» (коэффициентами) рассеяния, поглощения и ослабления (экстинции), которые зависят от длины волны и поляризации света и имеют размерность, обратную длине (например, м−1). Для описания слоя мутной среды применяется безразмерный параметр — оптическая толщина.